# Платонов, Александр Геннадьевич
Александр Геннадьевич Платонов (род. 24 августа 1974, Куйбышев, ныне Самара) — российский игрок по хоккею на траве МСМК.
В январе 2003 года форвард «Диагностики» Александр Платонов, выступавший за этот коллектив в 2002 году, стал капитаном «Динамо» из Электростали (тогда ему было 28 лет). В 2006 году в полуфинале Кубка России он стал автором двух мячей, забитых в ворота одноклубников из Казани. Матч завершился со счётом 4:2 в пользу подмосковного коллектива. В финале представители Электростали обыграли «Динамо-Строитель» из Екатеринбурга — 5:2.
Нападающий становился обладателем кубка страны ещё дважды — в 2004 и 2007 годах. Также в 2010 году динамовцы победили на кубке ЕХФ по хоккею на траве в Кардиффе. Платонов неоднократно завоёвывал звание чемпиона России по хоккею на траве и индорхоккею (имеет один и пять титулов соответственно), забил более 500 голов на всероссийских соревнованиях (за «Динамо» — более 200) и 98 — на международных. В составе сборной страны стал обладателем золота на чемпионате Европы по индорхоккею 2008 года в Екатеринбурге, серебра на аналогичном турнире 2010 года в Алмере, золота Еврочелленджа 2007 года по хоккею на траве в Казани, бронзы индорхоккейного Кубка европейских чемпионов 2012 в Гамбурге, бронзы индорхоккейного Еврочелленджа 2011 года в Лилле (II дивизион). Хоккеист является мастером спорта международного класса.